# Такахаси, Ай
Ай Такахаси (яп. 高橋 愛 Такахаси Ай, род. 14 сентября 1986 года, префектура Фукуи, Япония) — японская поп-певица, участница поп-группы Morning Musume и Hello! Project. Считается, что у неё один из уникальнейших и запоминающихся голосов в группе. Также известна как член самой популярной подгруппы Morning Musume — группы Mini Moni.

## Биография
Ай Такахаси была принята после прослушивания «Love Audition 21», на котором Цунку отметил её высокий уровень как вокалистки, что послужило её пропуском в группу. По результатам этого же прослушивания (в 2001 году) в группу также были взяты Макото Огава, Асами Конно и Риса Ниигаки. Такахаси дебютировала на сингле «Mr. Moonlight ~Ai no BIG BAND~», первым полным альбомом с её участием стал четвёртый сборник ММ.
В начале Такахаси обладала сильным фукуйским акцентом, который часто можно заметить на её ранних интервью. Со временем в Токио она профессионально поставила себе голос, но в те моменты когда она взволнована или удивлена, акцент можно услышать. Также в песне «Joshi Kashimashi Monogatari» она поёт про свой акцент.
В 2002 году, когда появилось Пятое поколение Morning Musume, Такахаси была принята в подгруппу Mini Moni вместо уходящего лидера группы Ягути Мари. Вместе с Mini Moni Такахаси записала две песни и один альбом, также снялась в фильме Minimoni: Na Daibouken Okashi! и ТВ-сериале «Минимони Бременские музыканты».
В 2003 году Такахаси стала участницей поп-группы Morning Musume Сакура Гуми.
На сольном альбоме продюсера ХП Цунку Тейк 1 она спела с ним песню «Love ~since 1999~», которую в старых вариантах он исполнял с Хамасаки Аюми.
С 2006 года является лидером поп-группы Metro Rabbits H.P. вместо ушедшей из ХП Каго Ай.
Летом 2006 года Такахаси представила свой первый сингл «Yume Kara Samete», доступный только для покупки через интернет.
Личная жизнь: 21 декабря 2013 года вышла замуж за Кодзи Абэ.

## Дискография и релизы

### Синглы
| № | Название                              | Дата выпуска | Информация                                                                                                |
| - | ------------------------------------- | ------------ | --- |
| 1 | "Yume Kara Samete" (яп. 夢から醒めて) | 2006         | Выпущено для цифровых носителей и скачивания из интернета. Позже вышло как часть сборника CD Petit Best 7 |

### Фотокниги
| №  | Ромадзи Японский Английский | Название | Дата релиза      | Издатель ISBN                                | Описание                                        |
| -- | --- | --- | ---------------- | -------------------------------------------- | ----------------------------------------------- |
| —  | - 5: Morning Musume 5 Ki Member Shashinshū - 5 モーニング娘。5期メンバー写真集 - 5: Morning Musume 5th Generation Members Photobook                   | - 5: Morning Musume 5 Ki Member Shashinshū - 5 モーニング娘。5期メンバー写真集 - 5: Morning Musume 5th Generation Members Photobook                   | 13 августа, 2002 | Wani Books ISBN 4-8470-2721-3                | Фотокнига всего пятого поколения Morning Musume |
| 1  | - Takahashi Ai: Solo Shashinshū «Takahashi Ai Shashinshū» - 高橋愛 ソロ写真集「高橋愛写真集」 - Ai Takahashi: Solo Photobook «Ai Takahashi Photobook» | - Takahashi Ai: Solo Shashinshū «Takahashi Ai Shashinshū» - 高橋愛 ソロ写真集「高橋愛写真集」 - Ai Takahashi: Solo Photobook «Ai Takahashi Photobook» | 9 декабря, 2002  | Wani Books ISBN 4-8470-2741-8                | Первая сольная фотокнига                        |
| 2  | - Alo Hello! Takahashi Ai - アロハロ!高橋愛 | - Alo Hello! Takahashi Ai - アロハロ!高橋愛 | 17 декабря, 2003 | Kadokawa Shoten ISBN 4-04-894253-0           | Вторая сольная фотокнига                        |
| 3  | - Takahashi Ai Shashinshū «Wataame» - 高橋愛写真集 わたあめ - Ai Takahashi Photobook «Cotton Candy»                                                   | - Takahashi Ai Shashinshū «Wataame» - 高橋愛写真集 わたあめ - Ai Takahashi Photobook «Cotton Candy»                                                   | 27 мая, 2004     | Wani Books ISBN 4-8470-2806-6                | Третья сольная фотокнига                        |
| 4  | - Takahashi Ai Shashinshū «Ai Gokoro» - 高橋愛写真集 愛ごころ                                                                                         | - Takahashi Ai Shashinshū «Ai Gokoro» - 高橋愛写真集 愛ごころ                                                                                         | 25 июня, 2005    | Wani Books ISBN 4-8470-2870-8                | Четвёртая сольная фотокнига                     |
| 5  | - Takahashi Ai Shashinshū «19» - 高橋愛写真集『19』 - Ai Takahashi Photobook «19»                                                                     | - Takahashi Ai Shashinshū «19» - 高橋愛写真集『19』 - Ai Takahashi Photobook «19»                                                                     | 27 января, 2006  | Wani Books ISBN 4-8470-2913-5                | Пятая сольная фотокнига                         |
| 6  | - Takahashi Ai Shashinshū Zenshu «ai» - 高橋愛写真集全集『ai』 - Ai Takahashi Photobook Complete Works «Ai»                                           | - Takahashi Ai Shashinshū Zenshu «ai» - 高橋愛写真集全集『ai』 - Ai Takahashi Photobook Complete Works «Ai»                                           | 27 октября, 2006 | Wani Books ISBN 4-8470-2961-5                | Фотокнига — сборник                             |
| 7  | - Love Hello! Takahashi Ai Shashinshū in Phuket - ラブハロ！高橋愛写真集inプーケット - Love Hello! Ai Takahashi Photobook in Phuket                   | - Love Hello! Takahashi Ai Shashinshū in Phuket - ラブハロ！高橋愛写真集inプーケット - Love Hello! Ai Takahashi Photobook in Phuket                   | 14 марта, 2007   | Kadokawa Publishing Group ISBN 4-04-894485-1 | Седьмая сольная фотокнига Снято на Пхукете      |
| 8  | - Takahashi Ai Shashinshū «Mizu» - 高橋愛写真集『水』 - Ai Takahashi Photobook «Water»                                                                | - Takahashi Ai Shashinshū «Mizu» - 高橋愛写真集『水』 - Ai Takahashi Photobook «Water»                                                                | 26 октября, 2007 | Wani Books ISBN 978-4-8470-4049-8            | Восьмая сольная фотокнига Снято на Бали         |
| 9  | - Takahashi Ai Shashinshū «Mō Hitotsu no Ai» - 高橋愛写真集『もうひとつの愛』 - Ai Takahashi Photobook «Another Ai»                                   | - Takahashi Ai Shashinshū «Mō Hitotsu no Ai» - 高橋愛写真集『もうひとつの愛』 - Ai Takahashi Photobook «Another Ai»                                   | 25 мая, 2008     | Wani Books ISBN 978-4-8470-4088-7            | Девятая сольная фотокнига                       |
| 10 | - Takahashi Ai Shashinshū «Watashi» - 高橋愛写真集『私』 - Ai Takahashi Photobook «I»                                                                 | - Takahashi Ai Shashinshū «Watashi» - 高橋愛写真集『私』 - Ai Takahashi Photobook «I»                                                                 | 25 мая, 2009     | Wani Books ISBN 978-4-8470-4170-9            | Десятая сольная фотокнига                       |
| 11 | - Takahashi Ai Shashinshū «Katachi» - 高橋愛写真集『形（かたち）』 - Ai Takahashi Photobook «Figure»                                                  | - Takahashi Ai Shashinshū «Katachi» - 高橋愛写真集『形（かたち）』 - Ai Takahashi Photobook «Figure»                                                  | 27 мая, 2010     | Wani Books ISBN 978-4-8470-4283-6            | Одиннадцатая сольная фотокнига                  |

### DVD
| № | Название                                                      | Дата выпуска     |
| - | ------------------------------------------------------------- | ---------------- |
| 1 | Alo Hello! Takahashi Ai DVD (яп. アロハロ!高橋愛DVD)          | 17 декабря, 2003 |
| 2 | Love Hello! Takahashi Ai DVD (яп. ラブハロ!高橋愛DVD)         | 11 апреля, 2007  |
| 3 | I Takahashi Ai DVD (яп. 写真集『私』高橋愛DVD)                | 17 июня, 2009    |
| 4 | Figure Takahashi Ai DVD (яп. 写真集『形（かたち）』高橋愛DVD) | 2 июня, 2010     |

## Выступления

### ТВ сериалы
| Название                                                                   | Дата начала      | Дата окончания  |
| -------------------------------------------------------------------------- | ---------------- | --------------- |
| Angel Hearts                                                               | 2002             | 2002            |
| Mini Moni's Brementown Musicians (яп. ミニモニ。でブレーメンの音楽隊)      | 10 января, 2005  | 31 января, 2005 |
| Hitmaker Aku Yuu Monogatari (яп. ヒットメーカー 阿久悠物語)                | 1 августа, 2008  | 1 августа, 2008 |
| Q.E.D Shōmei Shūryō (яп. Q.E.D 証明終了)                                   | 8 января, 2009   | 12 марта, 2009  |
| Koi Choco – Bitter Sweet Angel (яп. 恋のチョコ-ビタースウィートエンジェル) | 14 февраля, 2011 | Продолжается    |

### ТВ шоу
| Шоу                                                                             | Дата начала       | Дата окончания    | Канал    |
| ------------------------------------------------------------------------------- | ----------------- | ----------------- | -------- |
| Hello! Morning (яп. ハロー！モーニング。)                                       | 2001              | 1 апреля, 2007    | TV Tokyo |
| Matthew's Best Hit TV                                                           | 29 мая, 2002      | 29 мая, 2002      | TV Asahi |
| Tin Tin Town! (яп. ティンティンTown!)                                           | 5 июля, 2002      | 26 марта, 2004    | Nihon TV |
| Sore Yuke! Gorokkies (яп. それゆけ!ゴロッキーズ)                                | 29 сентября, 2003 | 26 декабря, 2003  | TV Tokyo |
| Futarigoto (яп. 二人ゴト)                                                       | 21 апреля, 2004   | 23 апреля, 2004   | TV Tokyo |
| Futarigoto (яп. 二人ゴト)                                                       | 23 июля, 2004     | 29 июля, 2004     | TV Tokyo |
| Majokko Rika-chan no Magical v-u-den (яп. 魔女っ娘。梨華ちゃんのマジカル美勇伝) | 1 декабря, 2004   | 6 декабря, 2004   | TV Tokyo |
| Majokko Rika-chan no Magical v-u-den (яп. 魔女っ娘。梨華ちゃんのマジカル美勇伝) | 16 декабря, 2004  | 17 декабря, 2004  | TV Tokyo |
| Musume Dokyu! (яп. 娘DOKYU!)                                                    | 4 апреля, 2005    | 8 июня, 2005      | TV Tokyo |
| Haromoni@ (яп. ハロモニ@)                                                       | 8 апреля, 2007    | 28 сентября, 2008 | TV Tokyo |
| Yorosen! (яп. よろセン!)                                                        | 6 октября, 2008   | 27 марта, 2009    | TV Tokyo |

### Радио
| Программа                                                                     | Дата начала     | Дата окончания | Станция   |
| ----------------------------------------------------------------------------- | --------------- | -------------- | --------- |
| MBS Young Town Dōyōbi (яп. MBSヤングタウン土曜日)                             | 12 апреля, 2003 | Продолжается   | MBS Radio |
| Ishikawa Rika no Chanchaka Charmy (яп. ☆石川梨華のちゃんちゃか☆チャーミー!)   | 3 марта, 2005   | 3 марта, 2005  | CBC Radio |
| TBC Fun Fīrudo Mōretsu Mōdasshu (яп. TBC Funふぃーるど・モーレツモーダッシュ) | 16 мая, 2005    | 27 мая, 2005   | TBC       |